# Manhattanhenge

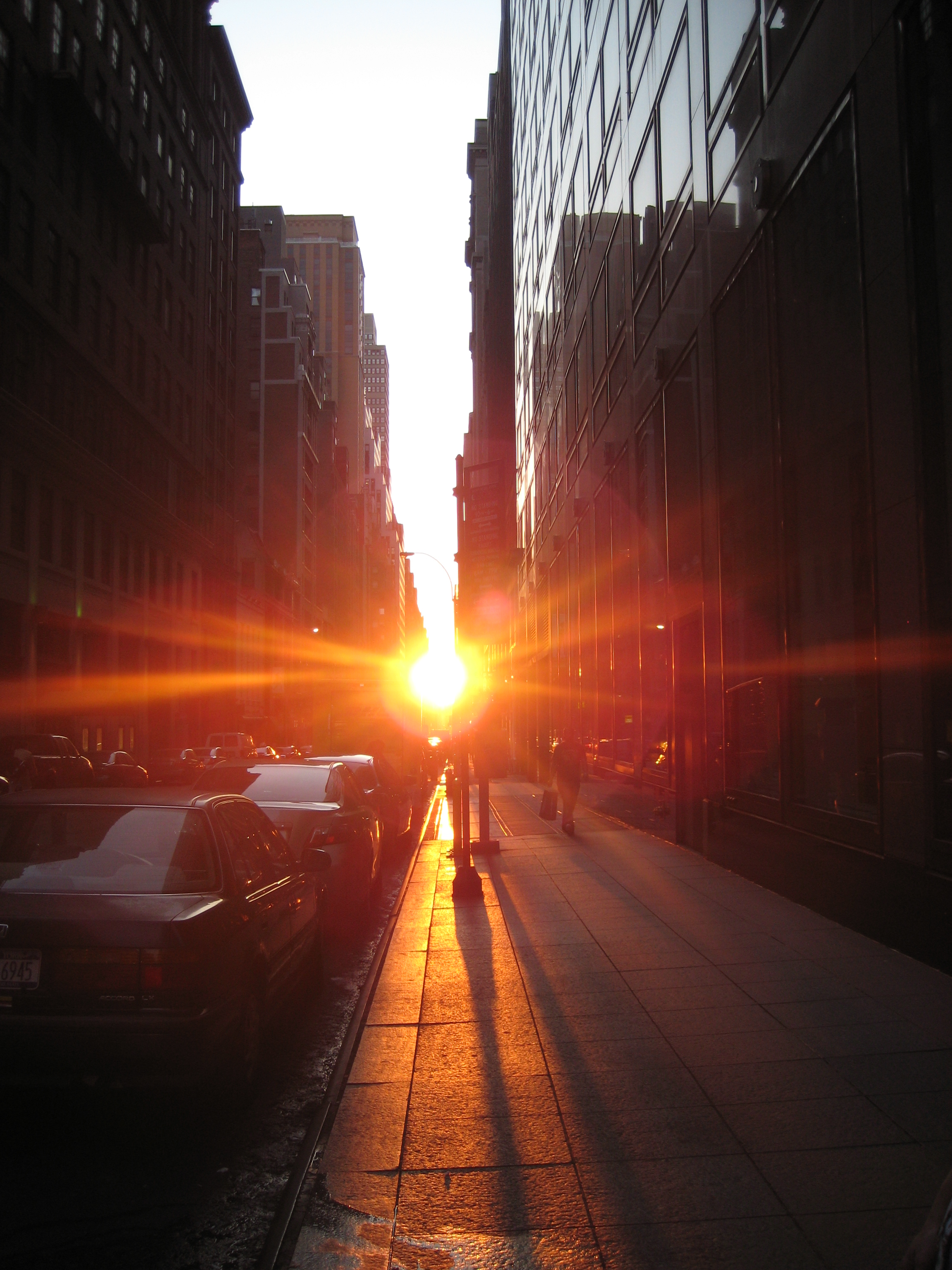
De zonsondergang gezien vanuit 42nd Street op 13 juli 2006 om 20:23 uur.

Manhattanhenge of de Manhattanzonnewende is een vier keer per jaar optredend verschijnsel waarbij de zonsondergang dan wel de zonsopkomst te zien is vanuit de oost-west gerichte straten (de streets) van Manhattan in New York. Dit fenomeen is zichtbaar bij de straten uit het Commissioners' Plan van 1811, deze straten zijn aangelegd onder een hoek van 28,9 graden ten opzichte van de oost-westlijn. Deze lichtval doet zich bij de zonsondergang voor op of nabij 28 mei en 13 juli, bij de zonsopkomst is dat 5 december en 8 januari. Deze tijdstippen liggen rond de beide zonnewendes in het jaar (respectievelijk de juniwende en de decemberwende).
De term is afkomstig van Stonehenge, waar de zonsondergang in lijn staat met de daar opgestelde stenen tijdens de beide zonnewendes.
Ook in andere steden met een rechthoekig stratenpatroon, zoals Chicago en Toronto, treedt het verschijnsel op.
De Manhattanhenge trekt jaarlijks veel toeristen, die er foto's en filmpjes van maken.